# Gaius Mamilius Limetanus (muntenmaker)

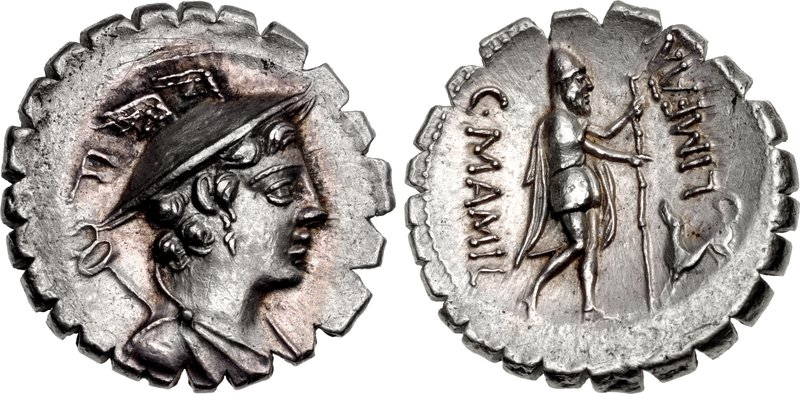
Denarius van Limetanus

Gaius Mamilius Limetanus was een Romeinse muntenmaker. Hij behoorde tot de gens Mamilia en was een zoon van de tribuun Gaius Mamilius Limetanus.
Limetanus is bekend van de uitgifte van zilveren denarii in 82 v.Chr. Hij voorzag zijn munten van zijn naam en op sommige munten noteerde hij tevens dat hij de zoon was van Gaius. De munten tonen een beeltenis van de god Hermes, waarmee Limetanus wilde laten zien dat hij van deze godheid afstamde.